# Шар-Кали-Шари
Шар-Кали-Шари (енгл. Shar-Kali-Sharri) био је владар Акадског царства. Био је син Нарам-сина и владао 25 година, око 2150. п. н. е.

## Владавина
Сарганишари (2253-2230. п.н.е) је био последњи цар из Саргонове династије, који је морао да води упорну борбу против непријатеља Акада, да би очувао освојене области својих претходника. Малобројни натписи из тога времена говоре о угушивању устанка у Сумеру, о победи над Аморитима на западу и над Еламитима, који су упали у Месопотамију са истока. Било је то време рушења некада моћног Акадског царства. Планинско племе Гути, које је настањивало планине Загроса, упало је са истока у Месопотамију, опустошило сву земљу и потчинило је својој власти.

## Последице
Након његове владавине је, по свему судећи, избио краћи период хаоса. Попис краљева говори:
Ко је онда био краљ? Ко није био краљ? Игиги, Ими, Нанум, Илулу: четворица њих су владала само 3 године
Након овога је на престо дошао Дуду и владао 21 годину.